# Phoraspis modesta
Phoraspis modesta är en kackerlacksart som beskrevs av Brunner von Wattenwyl 1865. Phoraspis modesta ingår i släktet Phoraspis och familjen jättekackerlackor. Inga underarter finns listade i Catalogue of Life.